# Bernt Andersson

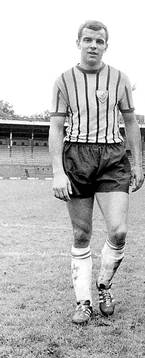
Bernt Andersson (1964)

Bernt Andersson (* 5. September 1933; † 6. Januar 2020) war ein schwedischer Fußballspieler.
Mit Djurgårdens IF gewann er dreimal den schwedischen Meistertitel.

## Werdegang
Andersson spielte ab Beginn der 1950er Jahre für Djurgårdens IF in der Allsvenskan. In der Spielzeit 1954/55 dominierte er mit der Mannschaft an der Seite von Arne Arvidsson, Gösta Sandberg und Sigvard Parling die schwedische Meisterschaft, mit vier Punkten Vorsprung wurde Halmstads BK als Vize-Meister am distanziert. Nach zwei dritten und einem fünften Tabellenplatz wiederholte er mit der Mannschaft 1959 den Meisterschaftsgewinn. dem Triumph folgte jedoch der jähe Absturz, als Titelträger stieg er mit dem Klub in die Zweitklassigkeit ab. Nach dem direkten Wiederaufstieg etablierte sich die Mannschaft direkt im vorderen Tabellendrittel. In der Spielzeit 1964 kam es zu einem der spannendsten Meisterschaftsduelle, als Djurgårdens IF mit zwei Punkten Rückstand auf Malmö FF punktgleich mit Örgryte IS in den letzten Spieltag startete. Während Malmö FF sein Spiel mit einer 0:3-Niederlage verlor, hatte DIF aufgrund einer 3:1-Führung bis zur 90. Spielminute punkt- und torgleich zu MFF aufgeschlossen. Mit einem Strafstoßtor in der Nachspielzeit schoss Andersson seinen Klub zum erneuten Meisterschaftsgewinn. Beim Titelgewinn 1966 gehörte er nicht mehr zur Meistermannschaft.